# Liste des anciens ministères français
Cet article présente la liste de ministères français disparus.

## Liste
- Ministère des Affaires algériennes (voir la liste des ministres français des Affaires nord-africaines)
- Ministère de l'Air (voir la liste des ministres français de l'Air)
- Ministère de l'Armement et des Fabrications de guerre (voir la liste des ministres français de l'Armement)
- Ministère des Arts (voir la liste des ministres français des Arts)
- Ministère du Blocus (voir la liste des ministres français du Blocus)
- Ministère des Colonies (voir la liste des ministres français des Colonies)
- Ministère de la Construction (voir la liste des ministres français de la Construction)
- Ministère de la Coopération (voir la liste des ministres français de la Coopération)
- Ministère des Cultes (voir la liste des ministres français des Cultes)
- Ministère de l'Équipement (voir la liste des ministres français de l'Équipement)
- Ministère de la Guerre (voir la liste des ministres français de la Guerre)
- Ministère de l'Hygiène, de l'Assistance et de la Prévoyance sociale (voir la liste des ministres français de l'hygiène)
- Ministère de l'Immigration (voir la liste des ministres français de l'Immigration)
- Ministère de l'Information (voir la liste des ministres français de l'Information)
- Ministère des Manufactures (voir la liste des ministres français des Manufactures)
- Ministère de la Marine (voir la liste des ministres français de la Marine)
- Ministère de la Marine marchande (voir la liste des ministres français de la Marine marchande)
- Ministère des Pensions (voir la liste des ministres français des Pensions)
- Ministère de la Police (voir la liste des ministres français de la Police)
- Ministère des PTT (voir la liste des ministres français des Postes et Télécommunications)
- Ministère de la Qualité de la vie (voir la liste des ministres français de la Qualité de la vie)
- Ministère du Ravitaillement (voir la liste des ministres français du Ravitaillement)
- Ministère de la Reconstruction et de l'Urbanisme (voir la liste des ministres français de la Reconstruction et de l'Urbanisme)
- Ministre des Régions libérées (voir la liste des ministres français des Régions libérées)
- Ministère des Relations avec les États associés
- Ministère du Sahara (voir la liste des ministres français du Sahara)
- Ministère des Travaux publics (voir la liste des ministres français des Travaux publics)
- Ministère du Temps libre